# Maksym Moskiewski
Maksym Moskiewski (zm. 11 listopada 1434 w Moskwie) – święty prawosławny jurodiwy.
O miejscu jego urodzenia i rodzinie nic nie wiadomo. Już jako jurodiwy Maksym przebywał całe życie w Moskwie. Przez cały rok chodził po mieście prawie nago, modląc się na ulicach. Według hagiografii cieszył się autorytetem nie tylko wśród ubogich mieszkańców miasta, których pocieszał w trudnych chwilach, ale i wśród bogatych i możnych, których upominał za niedostateczne przestrzeganie zasad wiary.
Zmarł 11 listopada 1434 w Moskwie i został pochowany w cerkwi świętych Borysa i Gleba, która szybko miała stać się miejscem wielu cudów. 13 sierpnia 1547 na polecenie metropolity moskiewskiego Makarego jego grób został otwarty; ciało jurodiwego miało zachować się w nienaruszonym stanie. W związku z tym Rosyjski Kościół Prawosławny kanonizował Maksyma Moskiewskiego. W 1568, po spaleniu cerkwi świętych Borysa i Gleba, na jej miejscu wzniesiono świątynię pod jego wezwaniem.